# Jeanne de La Saulcée
Jeanne de La Saulcée, död 1559, var en fransk boktryckare. Hon var aktiv i Lyon, som under 1500-talet utgjorde centrum för Frankrikes renässanskultur och bokutgivning. 
Hon var först gift med boktryckaren Barnabé Chaussard (död 1527) och övertog hans tryckeri efter hans död och drev det till sitt omgifte 1528 med tryckaren Jean Lambany (död 1529). Hon drev sedan återigen tryckeriet till sitt tredje gifte 1533 med Jean Cantarel (död 1552), varefter tryckeriet övertogs av deras söner. Hon är en av få kvinnliga tryckare aktiva i Frankrike och Europa under sin tid. Hon lät bland annat trycka och utge Les Grandes et Inestimables Chroniques du grant et énorme géant Gargantua av François Rabelais 1532.